# بيير كارتييه
بيير كارتير (بالفرنسية: Pierre Cartier)‏ (10 يونيو 1932 - 17 أغسطس 2024) هو رياضياتي فرنسي، ولد في 10 يونيو 1932 في سيدان في فرنسا.